# Joe Hill (författare)
Joe Hill (egentligen Joseph Hillstrom King), född 4 juni 1972 i Hermon i Penobscot County, Maine, är en amerikansk skräckförfattare. Hill är son till författarna Stephen och Tabitha King. Han har en äldre syster, Naomi, och en yngre bror, Owen, som också är författare.
Hill valde sin pseudonym 1997, efter den avrättade arbetarledaren Joe Hill, eftersom han ville nå framgång på egna meriter, snarare än som Stephen Kings son. Efter att han lyckats på egen hand avslöjade Joe Hill sin identitet 2007.
Hill har belönats med flera litterära priser, till exempel Bram Stoker Award.